# Pseudochthonius insularis
Pseudochthonius insularis es una especie de arácnido  del orden Pseudoscorpionida de la familia Chthoniidae.

## Distribución geográfica
Se encuentra en San Vicente y las Granadinas.